# Guinguette Barnabé
Pour Guinguette, voir Guinguette (homonymie).
La guinguette Barnabé est une buvette située à Boulazac, dans le département français de la Dordogne.

## Historique

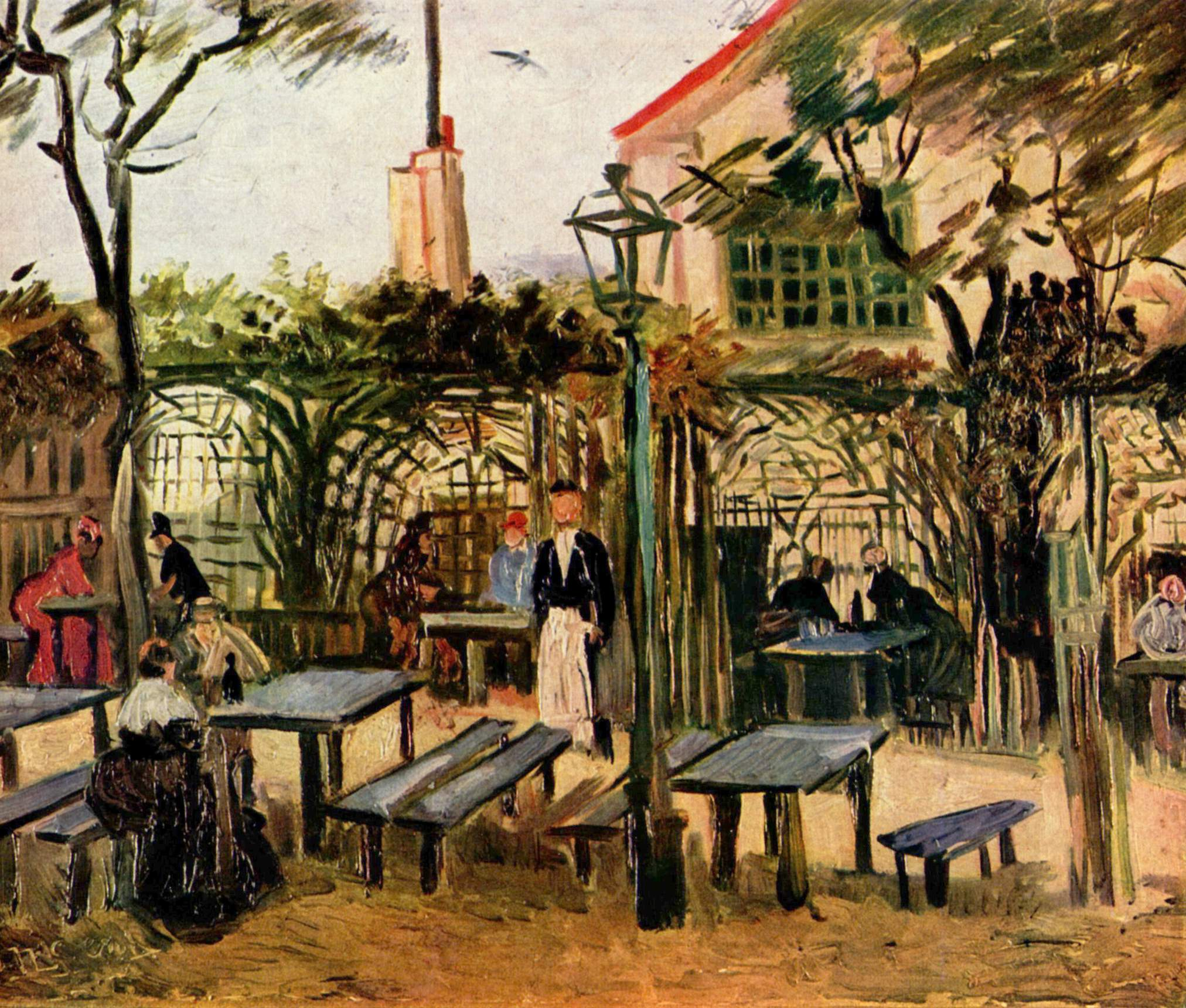
La Guinguette, tableau peint par Vincent van Gogh (vers 1886), montre le type de lieu qu'était la guinguette Barnabé dès son ouverture.

La guinguette Barnabé est érigée dans le deuxième quart du XXe siècle aux bords de l'Isle, au 80, rue des Bains à Boulazac, par l'ouvrier en bâtiment Léopold Foussard qui en est aussi le commanditaire. En 1935 est construite la salle de réception octogonale, puis le bar en 1945. Parallèlement, le propriétaire décide d'aménager un mini-golf au début de l'après-guerre. Créé en 1954, le camping de Barnabé est le premier dans le département et utilise dès lors les lieux.
Dans les années 1960 et 1970, la guinguette devient un lieu populaire où les passants viennent se baigner dans l'Isle ; à certaines périodes, 300 à 400 personnes s'y rendent chaque jour.
Le 15 mars 2007, la guinguette Barnabé est protégée au titre du Patrimoine du XXe siècle, pour notamment éviter la démolition et la succession de transformations. Le 12 décembre 2013, les élus de Boulazac votent à l'unanimité l'achat de la guinguette Barnabé jusqu'alors privée, pour 800 000 €, afin de restaurer l'édifice labellisé.
La fin des travaux étant prévue pour 2015, un appel d'offres à échelle européenne est déjà lancé en 2014, afin de chercher le nouvel exploitant.[Passage à actualiser]

## Architecture
Construit sur un site de 1,2 hectare, l'édifice a des formes rectilignes typiques du style Art déco. Établi sur un rez-de-chaussée de plan basilical, avec un toit polygonal en tuiles et une terrasse, le gros œuvre est en béton armé. La structure repose sur des poteaux et poutres en béton armé : un pilier situé au centre de la rotonde supporte le plafond.
Des miniatures des monuments de la Dordogne sont reproduites dans le mini-golf.